# Лысенко, Георгий Сергеевич
Георгий Сергеевич Лысенко (укр. Георгій Сергійович Лисенко; 27 октября 1995, Чернигов — 6 ноября 2022, Бахмут) — украинский военнослужащий, майор, участник российско-украинской войны. Герой Украины (2023, посмертно).

## Биография
Георгий Лисенко родился в городе Чернигов. Окончил Черниговский лицей с усиленной военно-физической подготовкой, а затем — Военный институт Киевского национального университета имени Тараса Шевченко.
С началом полномасштабного вторжения России в Украину в 2022 году принимал активное участие в обороне Киева. В дальнейшем выполнял боевые и специальные задания в Запорожской, Луганской и Донецкой областях.
6 ноября 2022 года погиб в районе Бахмута, вызвав огонь на себя ради спасения своих товарищей.
Похоронен в Чернигове.

## Награды
- Звание «Герой Украины» с удостоением ордена «Золотая Звезда» (2023, посмертно) — за личное мужество и героизм, проявленные в защите государственного суверенитета и территориальной целостности Украины, верность военной присяге.